# Gouvernement Werner-Schaus I
Gouvernement Frieden Gouvernement Werner-Cravatte
Le gouvernement Werner-Schaus I (luxembourgeois : Regierung Werner-Schaus I), est le gouvernement du Luxembourg en fonction du 2 mars 1959 au 15 juillet 1964.

## La transition
Les élections anticipées du 1er février 1959 mettent fin à la coalition gouvernementale entre chrétiens-sociaux et socialistes qui avait dominé la décennie. Alors que le LSAP conserve ses 17 sièges de 1954, le CSV en perd cinq. Le conflit entre la Centrale paysanne et le gouvernement a coûté de nombreuses voix au CSV parmi sa clientèle rurale. Le Parti démocratique, né en 1955 du Groupement patriotique et démocratique, sort gagnant du scrutin. Disposant désormais d’un parti structuré, les libéraux obtiennent 11 sièges et se présentent comme alternative au LSAP dans un gouvernement de coalition. Malgré son affaiblissement, le CSV reste avec 21 sièges la première force politique du pays. Aussi la Grande-Duchesse charge-t-elle Pierre Werner de la formation d’un nouveau gouvernement, après que Pierre Frieden a décliné cette mission pour des raisons de santé. Il décède le 23 février 1959. Jusqu’à l’entrée en fonction du nouveau gouvernement le 2 mars, les départements relevant de Pierre Frieden sont attribués à titre intérimaire aux autres membres du gouvernement : l’Administration centrale à Joseph Bech, l’Intérieur à Pierre Werner, l’Éducation nationale, Arts et Sciences, Cultes, Population et Famille à Émile Colling.

## Composition
| Portefeuille                                                                               | Titulaire | Titulaire        | Parti |
| ------------------------------------------------------------------------------------------ | --------- | ---------------- | ----- |
| Président du gouvernement Ministre d'État Ministre des Finances                            |           | Pierre Werner    | CSV   |
| Vice-Président du gouvernement Ministre des Affaires étrangères Ministre de la Force armée |           | Eugène Schaus    | DP    |
| Ministre du Travail et de la Sécurité sociale Ministre de la Santé publique                |           | Émile Colling    | CSV   |
| Ministre des Travaux publics et de l'Éducation physique                                    |           | Robert Schaffner | DP    |
| Ministre de l'Agriculture Ministre de l'Éducation nationale                                |           | Émile Schaus     | CSV   |
| Ministre de la Justice Ministre des Affaires économiques et des Classes moyennes           |           | Paul Elvinger    | DP    |
| Ministre de l'Intérieur Ministre des Transports                                            |           | Pierre Grégoire  | CSV   |

## La politique extérieure

### Le partenariat belge
La construction européenne à laquelle le gouvernement luxembourgeois avait activement participé au cours des années 1950 finit par modifier les relations que le Luxembourg entretenait avec les pays voisins et en premier lieu avec la Belgique. La création d’un Marché commun européen a des répercussions sur les structures de l’UEBL et rend nécessaire
une révision de la convention de 1921 avant l’échéance normale qui se situe en 1972. Dès la fin des années 1950, les deux partenaires entament des négociations en vue d’un « réexamen » de l’UEBL. Le 29 janvier 1963, trois protocoles sont signés afin d’adapter l’UEBL à la nouvelle situation internationale. Les accords prévoient l’harmonisation de la
politique économique des deux pays, notamment dans le domaine des accises et des échanges agricoles, une redéfinition du régime monétaire, et plus précisément un accroissement du volume des billets émis par les autorités luxembourgeoises, et, enfin, l’introduction d’un « Comité des ministres » à l’instar du Conseil des ministres de la CEE. Par les protocoles de 1963, les deux partenaires marquent leur volonté de s’approcher d’un régime de parité au sein de l’UEBL.

### Une réforme de l'armée
Dans son programme, le gouvernement Werner/Schaus avait affirmé la nécessité d’une réforme structurelle de l’armée luxembourgeoise. À partir de novembre 1959, Eugène Schaus entreprend des consultations auprès des autorités militaires de l’OTAN en vue d’une réduction du service militaire à neuf mois. Cependant, les partenaires de l’Alliance atlantique
n’accueillent guère avec enthousiasme les plans de restructuration présentés par le ministre luxembourgeois. Ils insistent sur les obligations internationales du Luxembourg qui, comme ses alliés, est censé apporter une contribution directe à l’OTAN et participer à la défense commune. La politique militaire du gouvernement luxembourgeois au cours des années 1960 consiste à concilier les engagements internationaux du Luxembourg avec une opinion publique de plus en plus hostile au service militaire obligatoire.

### Traité avec l'Allemagne
Le gouvernement Werner/Schaus poursuit les négociations avec la République fédérale d’Allemagne, entamées sous Joseph Bech. Quinze ans après la guerre, une normalisation des relations entre les deux pays s’impose. Le 11 juillet 1959, les deux ministres des Affaires étrangères signent un traité réglant le contentieux germano-luxembourgeois et fixant l’indemnisation des victimes de l’Occupation. Cet accord, qualifié de « traité de la honte », a été fortement contesté par les enrôlés de force qui s’estimaient discriminés par rapport aux résistants. En 1942, l’occupant allemand avait imposé le service militaire obligatoire, forçant les jeunes Luxembourgeois à servir dans la Wehrmacht. Le traité de 1959 ne sera ratifié qu’en 1961, après des débats houleux à la Chambre des députés et une manifestation à la place Guillaume, réunissant environ 10 000 membres de la Fédération des victimes du nazisme enrôlées de force.

## La politique économique
En 1959, les difficultés et finalement la fermeture de la dernière fabrique de cuir, la société Idéal à Wiltz, provoquent une réorientation de la politique gouvernementale en matière d’investissements industriels. Les autorités politiques prennent conscience du danger que représente le monolithisme de l’économie luxembourgeoise. Au cours des années 1950, l’économie luxembourgeoise repose presque exclusivement sur la sidérurgie. Les activités traditionnelles jadis florissantes, telles les ardoiseries, les petites usines de textile, les tanneries et les fabriques de meubles, ont du mal à faire face à la concurrence étrangère et disparaissent progressivement. Cette désindustrialisation frappe en premier lieu les régions rurales du nord et de l’est. Elle renforce le déséquilibre entre les régions agricoles du pays et le Bassin minier, où est concentrée l’industrie du fer. À partir de 1959, le gouvernement cherche par une politique volontariste de diversification et de développement économique à moderniser le tissu industriel, à freiner l’exode rural et à assurer l’équilibre régional. Ainsi, il crée un Board of Industrial Development (BID), dont le but est d’inciter les industriels américains qui veulent contourner les tarifs douaniers du Marché commun à créer des lieux de production au Luxembourg. La cour grand-ducale, qui jouit d’un grand prestige outre-Atlantique, est intimement associée à cet effort de promotion et de prospection dans la mesure où la présidence du BID est confiée à S.A.R. le prince Charles. Une loi-cadre d’expansion économique, votée le 2 juin 1962, donne au gouvernement les moyens d’attirer les investissements étrangers par l’octroi de crédits d’équipements à taux réduits et par des allègements fiscaux. Grâce à ces mesures, la reconversion de la région de Wiltz est menée à bien. Jusqu’en 1965, sept entreprises travaillant essentiellement pour le marché extérieur et employant 560 personnes voient le jour dans la cité ardennaise. Cependant, la politique de diversification porte ses plus beaux fruits vers le milieu des années 1960, avec l’implantation de DuPont de Nemours à Contern et de Monsanto à Echternach.
Parallèlement, le gouvernement Werner/Schaus continue l’effort de modernisation et d’extension des infrastructures économiques du pays. La loi du 22 juillet 1963 crée le port de Mertert. La canalisation de la Moselle est achevée en 1964. Le 26 mai 1964 a lieu, en présence du général de Gaulle, président de la République française, et d’Heinrich Lübke, président de l’Allemagne fédérale, le premier déplacement officiel sur la nouvelle voie d’eau
qui permet à la sidérurgie luxembourgeoise d’accéder aux ports maritimes. Le 17 avril 1964, la centrale hydro-électrique de pompage de Vianden est inaugurée. Finissant les chantiers entamés sous les gouvernements précédents, l’équipe Werner/Schaus prend également l’initiative d’un grand projet d’infrastructure : l’extension de la ville de Luxembourg vers l’est. La loi du 7 août 1961 crée un Fonds d’urbanisation et d’aménagement
du plateau de Kirchberg. L’aménagement s’étendant sur plus de 300 hectares ouvre un nouvel espace destiné à accueillir les institutions européennes. Le gouvernement luxembourgeois construira au Kirchberg un quartier européen dont il louera ensuite les bâtiments aux Communautés européennes. La décision d’ériger un centre administratif à vocation européenne devient un atout supplémentaire dans la « politique du siège », c’est-à-dire la politique visant à fixer à Luxembourg le siège définitif d’une, de plusieurs, voire de l’ensemble des institutions européennes. La construction du pont Grande-Duchesse Charlotte, qui enjambe la vallée séparant le plateau de Kirchberg du centre de la capitale, démarre en 1963.

## La politique sociale
À peine installé, le gouvernement est confronté à un conflit social qui risque de paralyser l’industrie minière et sidérurgique. Le patronat refuse de négocier un nouveau contrat collectif pour les usines et les mines. En août 1959, les syndicats menacent d’entrer en grève. In extremis, le gouvernement réussit à convaincre les antagonistes de recourir à un arbitre neutre en la personne d’Henri Rieben, professeur à l’université de Lausanne. L’arbitrage Rieben permet à la fois aux syndicats et au patronat de sauver la face. La hausse des salaires qui est finalement décidée tient compte de la productivité et de la rentabilité des entreprises. L’arbitrage Rieben marque la volonté des acteurs d’entrer définitivement dans une logique de partenariat social et de recourir à la négociation plutôt qu’à la confrontation.
Le gouvernement Werner/Schaus élabore plusieurs lois qui complètent le système de Sécurité sociale. En 1960, une Caisse de pension pour les entreprises du commerce et de l’industrie et un Fonds national de solidarité sont créés. En 1962, la protection sociale est étendue aux classes rurales avec l’introduction d’une Caisse de maladie pour les agriculteurs. En 1963, les fonctionnaires de l’État obtiennent une révision des rémunérations qui améliore considérablement leur statut. Enfin, à la fin de la période de législation intervient une grande réforme des pensions. La loi dite unique du 13 mai 1964 unifie les principes de financement des systèmes contributifs des pensions vieillesse et règle l’adaptation des pensions à l’évolution des salaires.